# Carte de Tendre

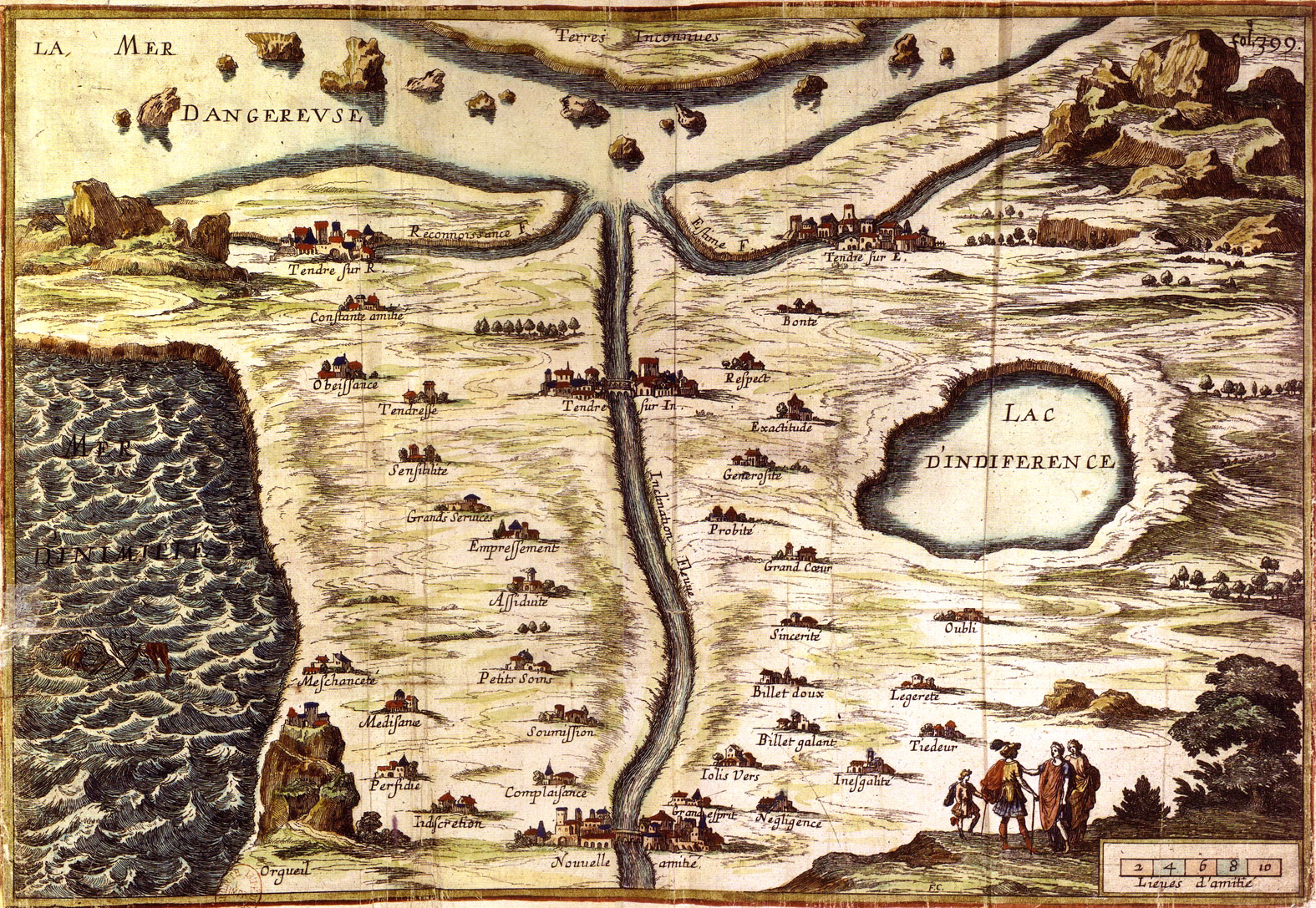
Carte de Tendre ou Carte du Pays de Tendre.

La carte de Tendre est la carte d’un pays imaginaire appelé « Tendre » inventé au XVIIe siècle par différentes personnalités, dont Catherine de Rambouillet, et inspiré du roman Clélie, histoire romaine de Madeleine de Scudéry (1654).
Dans cette « représentation topographique et allégorique », on trouve tracées, sous forme de villages et de chemins, les différentes étapes de la vie amoureuse selon les Précieuses de l’époque. Ce « jeu de l'oie à l'usage d'une coterie férue de subtilités sentimentales compte quatre villes, trois rivières, deux mers, un lac et trente petits villages. » Le modèle sera repris par l'abbé d'Aubignac dans Histoire du temps, ou Relation du royaume de Coquetterie, dont la réédition comprend « l’exposé doctrinal le plus complet sur l’allégorie à l’époque de la préciosité. »
On attribue à François Chauveau la gravure de cette carte figurant, en illustration, dans la première partie de Clélie, Histoire romaine.

## Description
Tendre est le nom du pays ainsi que de ses trois villes capitales. Tendre a un fleuve en Inclination, rejoint à son embouchure par deux rivières, Estime et Reconnaissance. Les trois villes de Tendre (Tendre-sur-Inclination, Tendre-sur-Estime et Tendre-sur-Reconnaissance) sont situées sur ces trois cours d’eau différents. Pour aller de Nouvelle-Amitié à Tendre-sur-Estime, il faut passer par le lieu de Grand-Esprit, auquel succèdent les agréables villages de Jolis-vers, Billet-galant et Billet-doux. Dans cette sorte de géographie amoureuse, le fleuve Inclination coule tranquillement, car il est domestiqué, tandis que la mer est dangereuse, car elle représente les passions. La seule Passion positive est celle qui est la source de nobles sentiments que l’homme peut éprouver. Le lac d’Indifférence représente l’ennui.

## Inspirations et parodies

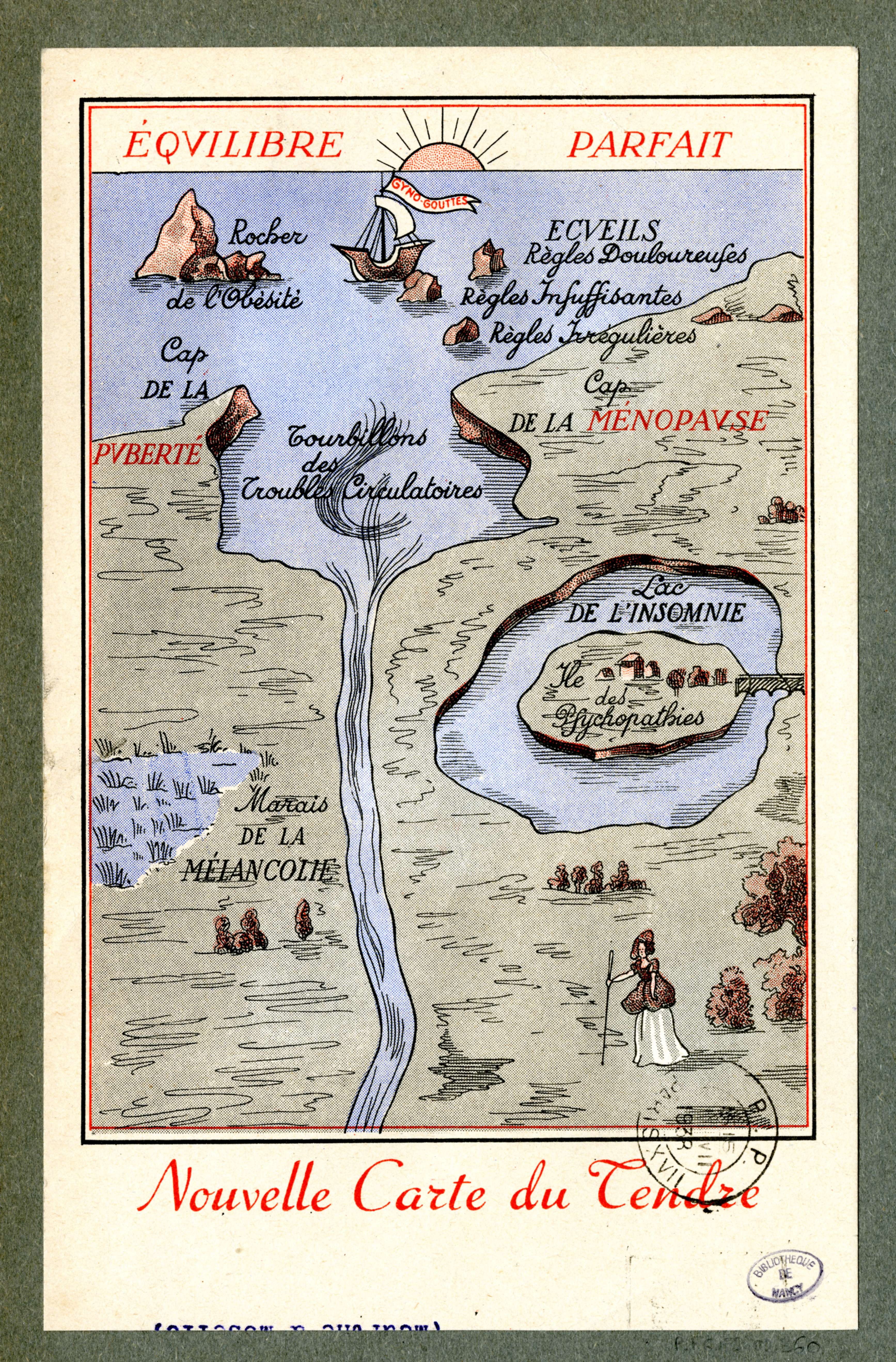
Publicité médicale en 1938.

Tristan L’Hermite suivit avec sa Carte du royaume d'Amour. Les satires vinrent bientôt : la même année, l’abbé d’Aubignac créa une satire de la « carte de Tendre » avec une « carte de Coquetterie ». En 1664, le père Zacharie se mit de la partie avec sa carte de « la Jansénie et ses voisins immédiats, la Désespérie à l’Occident, la Calvinie au Septentrion, et la Libertinie à l’Orient » insérée dans sa critique acerbe du jansénisme, la Relation du pays de Jansénie, où il est traité des singularités qui s’y trouvent, des coutumes, mœurs & religion de ses habitants.
En 1935, Gabriel Pierné composa Voyage au pays du Tendre pour quintette instrumental (flûte, harpe et trio à cordes) dont les différents parties suivent le parcours de la carte.
Molière, lui-même, cite la Carte de Tendre dans sa pièce Les Précieuses ridicules dès la scène IV du premier acte : 

« En effet, mon oncle, ma cousine donne dans le vrai de la chose. Le moyen de bien recevoir des gens qui sont tout à fait incongrus en galanterie ? Je m’en vais gager qu’ils n’ont jamais vu la Carte de Tendre, et que billets-doux, petits-soins, billets-galants et jolis-vers, sont des terres inconnues pour eux. »

Erik Orsenna fait allusion à la Carte de Tendre dans La Fabrique des mots, publié aux éditions Stock en 2013. Camille Chevrillon a illustré le pays de Tendre aux pages 66 et 67 de ce même livre.
Dans son ouvrage publié en 2016, Il n'y a pas d'amour parfait, Francis Wolff propose une "nouvelle carte du Tendre" qui s'articule autour de trois tendances formant un triangle à l'intérieur duquel "tout amour singulier, à un moment donné, [trouve] sa place unique" Ces tendances que sont l'amitié, le désir et la passion constituent les trois pôles requis pour désigner les variations possibles de l'amour, qui peut être fait par exemple de désir et d'amitié, mais de presque aucune passion, comme dans la figure du sexfriend.

## Anecdote
Pellisson, dont Guilleragues a dit qu’il « abusait de la permission qu’ont les hommes d’être laids » et qui avait longtemps fait une cour assidue à Madeleine de Scudéry, ne put guère obtenir d’elle que ceci :
Enfin, Acanthe, il faut se rendre.

Votre esprit a charmé le mien,

Je vous fais citoyen de Tendre

Mais de grâce n’en dites rien.

## Dans la culture populaire
On retrouve la carte de Tendre dans le générique de début du film Les Amants de Louis Malle.
On retrouve également une référence à cette carte très brièvement dans Bande à part (1964) de Jean-Luc Godard, autre cinéaste de la Nouvelle Vague. De fait, le commentaire hors champ indique à propos des deux personnages, Odile et Arthur, que tout était « comme si le jeune homme et la jeune fille eussent déjà été séparés par un océan d’indifférence »
Georges Moustaki a chanté La carte du Tendre en 1970.
On retrouve aussi la « carte du Tendre » dans la chanson Les Ricochets de Georges Brassens :
On redessina

Du pont d'Iéna

Au pont Alexandre

Jusqu'à Saint-Michel,

Mais à notre échelle,

La carte du Tendre (bis).